# Jared Allen
Pour les articles homonymes, voir Allen.
Pro Football Hall of Fame 2025
(en) Statistiques sur pro-football-reference
Jared Scot Allen, né le 3 avril 1982 à Dallas, est un sportif professionnel américain, de football américain ayant joué au poste de defensive end dans la National Football League (NFL) pendant douze saisons (2004-2015).
Après avoir joué pour les Bengals d'Idaho State pendant 4 années au sein de la NCAA Division I FCS, il est sélectionné lors du 4e tour de la draft 2004 par la franchise des Chiefs de Kansas City. Il y joue de 2004 à 2007 et est ensuite transféré aux Vikings du Minnesota contre trois choix de draft dont un de premier tour. En 2014, il rejoint les Bears de Chicago en tant qu'agent libre mais est transféré au cours de la saison 2015 chez les Panthers de la Caroline avec qui il participe au Super Bowl 50.
Sélectionné à cinq reprises au Pro Bowl et quatre fois All-Pro, Allen totalise 136 sacks en 12 années de carrière pro. Il était réputé pour la qualité de ses sacks.
Le 18 février 2016, il annonce qu'il prend sa retraite,, et signe un contrat d'un jour le 14 avril 2016 avec les Vikings du Minnesota pour que sa retraite soit actée en tant que joueur de cette franchise.
Le 30 octobre 2022, Allen est officiellement intronisé au Ring of Honor des Vikings, entrant dans l' U.S. Bank Stadium à cheval,. Il est ensuite intronisé au Pro Football Hall of Fame en tant que membre de la classe 2025.

## Sa jeunesse
Allen est né à Dallas au Texas mais a grandi dans un ranch de chevaux à Morgan Hill en Californie.
Allen s'inscrit tout d'abord au lycée Lycée Live Oak (en) de Morgan Hill, mais est transféré au lycée Los lagos (en) à Los Gatos en Californie pour son année senior après avoir été accusé de voler des annuaires. À cause de cela, Allen a perdu beaucoup de possibilités d'obtenir une bourse sportive, notamment celle de l'Université de Washington où il s'était verbalement déjà engagé.
Lors de son année senior à Los Gatos, il est sélectionné dans l'équipe type All-League et nommé joueur défensif de l'année. Il faisait également partie de la sélection de l'équipe type de la All-Central Coast, et membre du Who's Who dans Sports Illustrated. Avec ses 96 tacles, ses 12 sacks, ses 5 fumbles forcés et ses 5 fumbles recouverts au cours de cette année senior, Allen est sélectionné avec l'équipe Nord pour le match San Jose Charlie Wedemeyer opposant les meilleurs joueurs du Nord et du Sud.

## Carrière universitaire
Allen entre à l'université d'État d'Idaho où il joue pour les Bengals d'Idaho State où il est titulaire lors des 33 matchs sur les 44 joués. Il termine sa carrière au sein de la Big Sky Conference avec 250 tacles, 38,5 sacks, 73 arrêts pour perte, 7 fumbles recouverts, 3 touchdowns, 13 fumbles forcés, 3 interceptions, 26 passes déviées et 1 coup de pied bloqué.
Comme freshman en 2000, Allen est initialement prévu pour être redshirté toute la saison (interdiction de jouer en compétition). Son statut est cependant reconsidéré et il joue finalement huit matchs pour les Bengals, obtenant en fin de saison une honorable mention par la Big Sky Conference sans même avoir été titulaire lors d'un seul match.
En 2001, Allen mène les statistiques de son équipe avec 16 tacles pour perte et 6,5 sacks. Il est sélectionné pour la première fois dans l'équipe type de la Big Sky Conference.
Comme junior en 2002, Allen est sélectionné dans la seconde équipe type de la NCAA Division I FCS par l'Associated Press. Il est sélectionné dans l'équipe type de la Big Sky pour la seconde saison consécutive. Il mène son équipe au nombre de sacks, de tacles pour perte (18) et est le meilleur des hommes de ligne de son équipe avec 63 tacles.
En 2003, comme senior, Allen remporte le trophée Buck Buchanan, comptabilisant 17,5 sacks, 102 tacles, 28 tacles pour perte, six fumbles forcés, 3 fumbles recouverts et neuf passes déviées en fin de saison, se classant dans les premières places des divers classements défensifs de la Big Sky Conference. Allen, est sélectionné à nouveau dans l'équipe type de la NCAA Division I FCS et une troisième fois dans l'équipe type de la Big Sky Conference. Idaho State termine cette saison avec un bilan de 8 victoires pour 4 défaites et est classée no 21 dans le classement national.

### Statistiques en NCAA
| Saisons       | Équipe        | Matchs | Matchs | Tacles | Tacles | Tacles | Tacles | Tacles | Interceptions | Interceptions | Fumbles | Fumbles |
| Saisons       | Équipe        | M. J.  | M. T.  | Total  | Solo   | Ass.   | TPP    | Sacks  | PD            | Int.          | FF      | FR      |
| ------------- | ------------- | ------ | ------ | ------ | ------ | ------ | ------ | ------ | ------------- | ------------- | ------- | ------- |
| 2000          | Idaho State   | 8      | 0      | 39     | 13     | 26     | 11     | 4      | 0             | 1             | 0       | 0       |
| 2001          | Idaho State   | 10     | 10     | 49     | 24     | 25     | 16     | 6,5    | 2             | 1             | 3       | 3       |
| 2002          | Idaho State   | 11     | 11     | 63     | 30     | 33     | 18     | 10,5   | 7             | 1             | 4       | 1       |
| 2003          | Idaho State   | 12     | 12     | 102    | 48     | 54     | 28     | 17,5   | 9             | 0             | 6       | 3       |
| Carrière NCAA | Carrière NCAA | 41     | 33     | 250    | 115    | 112    | 71     | 38,5   | 26            | 3             | 13      | 7       |

## NFL Combine
| Données mesurées lors du NFL Scouting Combine 2004 | Données mesurées lors du NFL Scouting Combine 2004 | Données mesurées lors du NFL Scouting Combine 2004 | Données mesurées lors du NFL Scouting Combine 2004 | Données mesurées lors du NFL Scouting Combine 2004 | Données mesurées lors du NFL Scouting Combine 2004 | Données mesurées lors du NFL Scouting Combine 2004 | Données mesurées lors du NFL Scouting Combine 2004 | Données mesurées lors du NFL Scouting Combine 2004 | Données mesurées lors du NFL Scouting Combine 2004 | Données mesurées lors du NFL Scouting Combine 2004 |
| Taille                                             | Poids                                              | Long. bras                                         | Taille main                                        | 40 yds dash                                        | 10 yds split                                       | 20 yds split                                       | 20 yds shuttle                                     | 3 cone drill                                       | Dét. Vert.                                         | Dét. Long.                                         |
| -------------------------------------------------- | -------------------------------------------------- | -------------------------------------------------- | -------------------------------------------------- | -------------------------------------------------- | -------------------------------------------------- | -------------------------------------------------- | -------------------------------------------------- | -------------------------------------------------- | -------------------------------------------------- | -------------------------------------------------- |
| 1,98 m (6 ft 6 in)                                 | 120 kg (265 lb)                                    | -                                                  | -                                                  | 4.72 s                                             | 1,68 s                                             | 2,74 s                                             | 4,34 s                                             | 7,11 s                                             | 84 cm (33 in)                                      | 3,05 m (10 ft)                                     |

## Carrière professionnelle

### Chiefs de Kansas City
Allen est sélectionné par les Chiefs de Kansas City lors du 4e tour (126e choix global) de la Draft 2004 de la NFL. Il touche le salaire minimal lors de ses trois premières années professionnelles. Pendant sa saison rookie, Allen joue 15 matchs, en débutant 10 comme titulaire. Il effectue 9 sacks en 31 tacles. En 2005, Allen apparait dans les 16 matchs (15 matchs comme titulaire) comptabilisant 55 tacles, 11 sacks, 5 passes déviées, 6 fumbles forcés et 2 fumbles recouverts. En 2006, Allen débute comme titulaire les 16 matchs compilant 77 tacles, 7.5 sacks, 1 interception, 10 passes défendues, 5 fumbles forcés et 6 fumbles recouverts. Le 21 mai 2007, Allen, comme agent libre restreint, signe un an d'extension avec les Chiefs pour 2,35 millions de $ pour la saison 2007. Allen commence la saison 2007 avec une nouvelle coupe de cheveux (coupe mullet). Après chaque sack, il rase une bande de ses cheveux. le 2 décembre 2007, Allen réceptionne une passe inscrivant un TD contre San Diego. Le 23 décembre 2007, Allen inscrit un nouveau TD à la suite d'une nouvelle réception de passe contre les Lions de Détroit.
Menant la NFL au nombre de sacks (15,5) en 2007, Allen est sélectionné comme titulaire de l'équipe AFC au poste de defensive end lors du Pro Bowl 2007 et est aussi désigné comme membre de l'équipe All-Pro 2007.
En février 2008, les Chiefs placent le franchise tag sur Allen, le signant pour une année supplémentaire pour 8,8 millions de $.

### Vikings du Minnesota

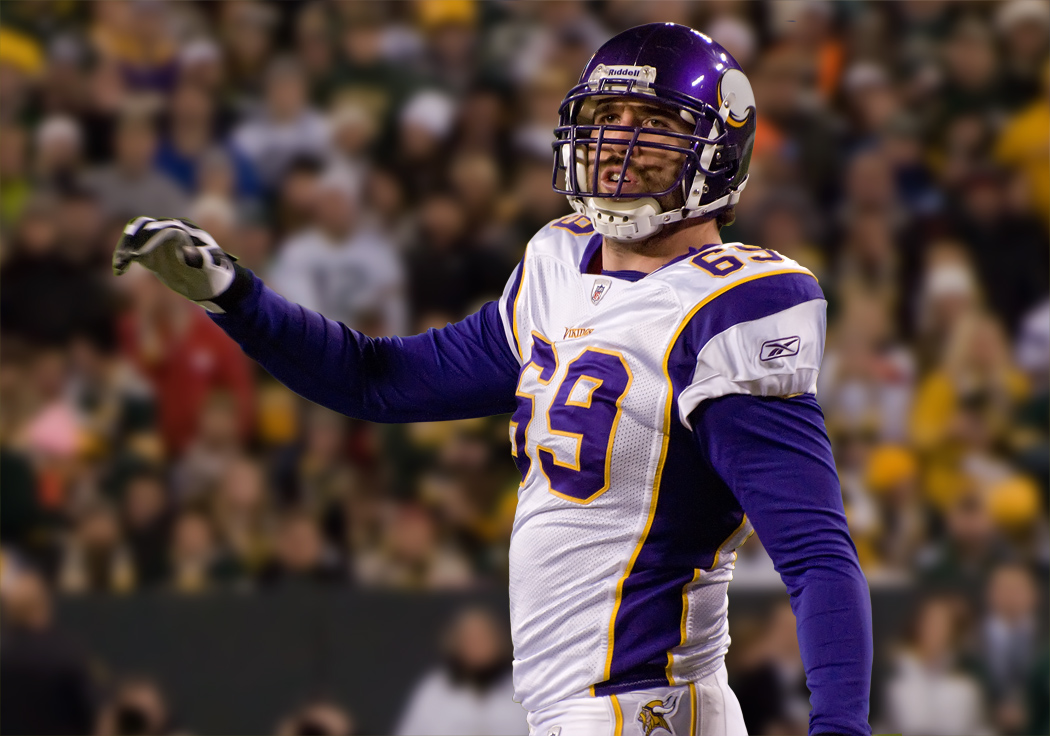
Allen avec les Vikings en 2011.

Le 22 avril 2008, les Chiefs échangent Allen aux Vikings du Minnesota contre un choix de premier tour, deux choix de troisième tour et un choix de sixième tour lors de la Draft 2008 de la NFL. Allen signa alors un contrat de 6 ans avec les Vikings, contrat qui à l'époque était le plus gros contrat de l'histoire de la NFL pour un defensive end :
- bonus de roster en 2010 : 8 millions de $ ;
- pour les 6 ans : 72,36 millions de $ ;
- bonus à la signature : 15,5 millions de $[19].

### Bears de Chicago

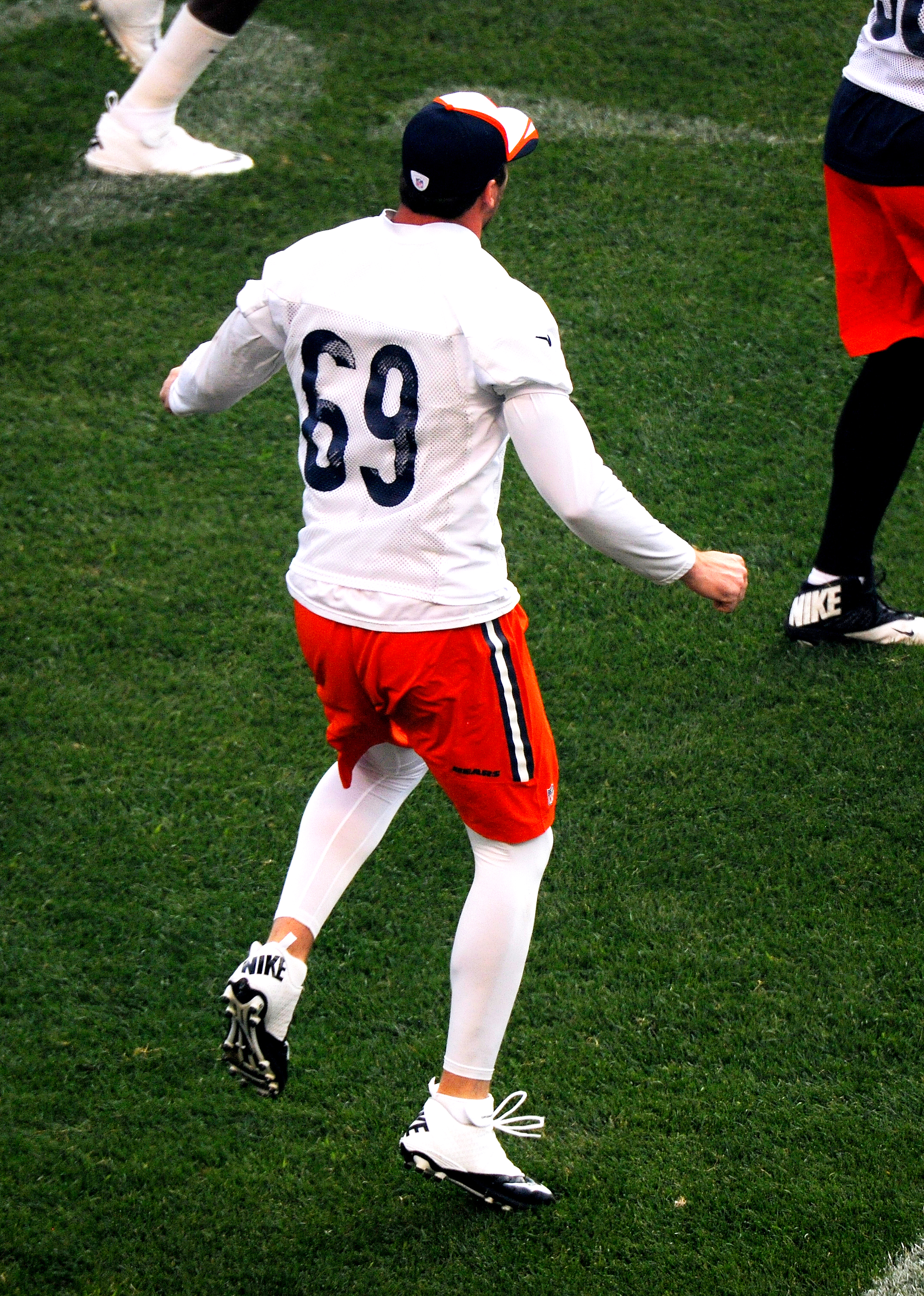
Allen pendant la saison 2014

Le 26 mars 2014, Allen signe un contrat de 4 ans avec les Bears de Chicago pour 32 millions de $ dont 15,5 garantis, contrat qui pourrait être réduit à 3 ans pour 24 millions de $. Allen rate le troisième match (contre les Packers de Green Bay) à cause d'une pneumonie lui ayant fait perdre 8 kilos. Il en résulte que sa série de matchs sans interruption commencée la deuxième semaine de 2007 se termine. Il termine la saison 2014 avec 52 tacles, 5,5 sacks, 4 passes défendues, 2 fumbles forcés et 2 fumbles recouverts.
Les Bears utilisant une défense en formation "3-4" pour la saison 2015, Allen est déplacé au poste d'outside linebacker.

### Panthers de la Caroline
Le 28 septembre 2015, Allen est échangé chez les Panthers de la Caroline pour un choix de sixième tour conditionnel lors de la Draft 2016 de la NFL.
Allen enregistre son premier sack pour les Panthers lors de la victoire 27 à 16 contre les Eagles de Philadelphie mais réussit également lors de ce match un tacle pour perte, deux pressions sur le quarterback et une passe déviée. Lors de la victoire lors du Monday Night Football contre les Colts d'Indianapolis, Allen sack pour la première fois quarterback Andrew Luck.
Le 7 février 2016, Allen joue le Super Bowl 50 avec les Panthers qu'ils perdent contre les Broncos de Denver par le score de 24 à 10. Lors de ce match, Allen effectue 1 tacle.

### Retraite
Le 18 février 2016, Allen annonce sa retraite en postant une vidéo sur son compte Twitter le montrant chevauchant son cheval "dans le coucher du soleil",,. Le 14 avril 2016, Allen signe un conrat d'un jour avec les Vikings du Minnesota afin qu'il puisse prendre sa retraite comme membre des Vikings.

### Statistiques en NFL
Source: NFL.com
| Saisons      | Équipe                  | Matchs | Matchs | Tacles | Tacles | Tacles | Tacles | Tacles | Interceptions | Interceptions | Fumbles | Fumbles |
| Saisons      | Équipe                  | M. J.  | M. T.  | Total  | Solo   | Ass.   | TPP    | Sacks  | PD            | Int.          | FF      | FR      |
| ------------ | ----------------------- | ------ | ------ | ------ | ------ | ------ | ------ | ------ | ------------- | ------------- | ------- | ------- |
| 2004         | Chiefs de Kansas City   | 15     | 10     | 31     | 29     | 2      | 0      | 9,0    | 0             | 0             | 0       | 0       |
| 2005         | Chiefs de Kansas City   | 16     | 15     | 55     | 48     | 7      | 0      | 11,0   | 5             | 0             | 0       | 7       |
| 2006         | Chiefs de Kansas City   | 16     | 16     | 77     | 65     | 12     | 0      | 7,5    | 10            | 1             | 0       | 3       |
| 2007         | Chiefs de Kansas City   | 14     | 14     | 64     | 55     | 9      | 0      | 15,5   | 10            | 0             | 0       | 3       |
| 2008         | Vikings du Minnesota    | 16     | 16     | 54     | 41     | 13     | 2      | 14,5   | 3             | 0             | 0       | 3       |
| 2009         | Vikings du Minnesota    | 16     | 16     | 51     | 43     | 8      | 1      | 14,5   | 4             | 1             | 0       | 5       |
| 2010         | Vikings du Minnesota    | 16     | 16     | 60     | 45     | 15     | 0      | 11,0   | 6             | 2             | 1       | 1       |
| 2011         | Vikings du Minnesota    | 16     | 16     | 66     | 48     | 18     | 1      | 22,0   | 3             | 1             | 0       | 4       |
| 2012         | Vikings du Minnesota    | 16     | 16     | 45     | 35     | 10     | 0      | 12,0   | 3             | 0             | 0       | 1       |
| 2013         | Vikings du Minnesota    | 16     | 16     | 52     | 33     | 19     | 0      | 11.5   | 6             | 0             | 0       | 2       |
| 2014         | Bears de Chicago        | 15     | 15     | 56     | 37     | 19     | 0      | 5,5    | 4             | 0             | 0       | 2       |
| 2015         | Bears de Chicago        | 3      | 3      | 5      | 4      | 1      | 0      | 0,0    | 1             | 1             | 0       | 0       |
| 2015         | Panthers de la Caroline | 12     | 12     | 27     | 15     | 12     | 0      | 2,0    | 2             | 0             | 0       | 0       |
| Carrière NFL | Carrière NFL            | 187    | 181    | 643    | 498    | 145    | 4      | 136,0  | 57            | 6             | 1       | 31      |